# Olds (Iowa)
Olds es una ciudad ubicada en el condado de Henry en el estado estadounidense de Iowa. En el Censo de 2010 tenía una población de 229 habitantes y una densidad poblacional de 262,37 personas por km².

## Geografía
Olds se encuentra ubicada en las coordenadas 41°8′3″N 91°32′39″O / 41.13417, -91.54417. Según la Oficina del Censo de los Estados Unidos, Olds tiene una superficie total de 0.87 km², de la cual 0.87 km² corresponden a tierra firme y (0%) 0 km² es agua.

## Demografía
Según el censo de 2010, había 229 personas residiendo en Olds. La densidad de población era de 262,37 hab./km². De los 229 habitantes, Olds estaba compuesto por el 96.07% blancos, el 0.44% eran afroamericanos, el 1.75% eran amerindios, el 0% eran asiáticos, el 0% eran isleños del Pacífico, el 1.31% eran de otras razas y el 0.44% pertenecían a dos o más razas. Del total de la población el 1.31% eran hispanos o latinos de cualquier raza.